# 1re étape du Tour de France 1996
Pour un article plus général, voir Tour de France 1996.
La 1re étape du Tour de France 1996 a eu lieu le 30 juin 1996 sur un parcours autour de la ville de Bois-le-Duc aux Pays-Bas sur une distance de 209 km. Elle a été remportée par le Français Frédéric Moncassin (Gan) devant le Néerlandais Jeroen Blijlevens (TVM-Farm Frites) et le Tchèque Ján Svorada (Panaria-Vinavil). Le Suisse Alex Zülle (ONCE) conserve son maillot jaune de leader à l'issue de l'étape.

## Déroulement

### Points distribués
| Sprint intermédiaire Boekel | Sprint intermédiaire Boekel | Sprint intermédiaire Boekel | Sprint intermédiaire Boekel | Sprint intermédiaire Boekel |
| --------------------------- | --------------------------- | --------------------------- | --------------------------- | --------------------------- |
|                             | Coureur                     | Pays                        | Équipe                      | Point(s)                    |
| 1er                         | Jan Svorada                 | Tchéquie                    | Panaria-Vinavil             | 6                           |
| 2e                          | Mario Traversoni            | Italie                      | Carrera Jeans               | 4                           |
| 3e                          | Mauro Bettin                | Italie                      | Refin-Mobilvetta            | 2                           |
| modifier                    |                             |                             |                             |                             |

| Sprint intermédiaire Eindhoven | Sprint intermédiaire Eindhoven | Sprint intermédiaire Eindhoven | Sprint intermédiaire Eindhoven | Sprint intermédiaire Eindhoven |
| ------------------------------ | ------------------------------ | ------------------------------ | ------------------------------ | ------------------------------ |
|                                | Coureur                        | Pays                           | Équipe                         | Point(s)                       |
| 1er                            | Ivan Cerioli                   | Italie                         | Gewiss-Playbus                 | 6                              |
| 2e                             | Mario Traversoni               | Italie                         | Carrera Jeans                  | 4                              |
| 3e                             | Mauro Bettin                   | Italie                         | Refin-Mobilvetta               | 2                              |
| modifier                       |                                |                                |                                |                                |

| Sprint intermédiaire Bois-le-Duc | Sprint intermédiaire Bois-le-Duc | Sprint intermédiaire Bois-le-Duc | Sprint intermédiaire Bois-le-Duc | Sprint intermédiaire Bois-le-Duc |
| -------------------------------- | -------------------------------- | -------------------------------- | -------------------------------- | -------------------------------- |
|                                  | Coureur                          | Pays                             | Équipe                           | Point(s)                         |
| 1er                              | Jan Svorada                      | Tchéquie                         | Panaria-Vinavil                  | 6                                |
| 2e                               | Mario Traversoni                 | Italie                           | Carrera Jeans                    | 4                                |
| 3e                               | Djamolidine Abdoujaparov         | Ouzbékistan                      | Refin-Mobilvetta                 | 2                                |
| modifier                         |                                  |                                  |                                  |                                  |

| Arrivée d'étape Bois-le-Duc | Arrivée d'étape Bois-le-Duc | Arrivée d'étape Bois-le-Duc | Arrivée d'étape Bois-le-Duc  | Arrivée d'étape Bois-le-Duc |
| --------------------------- | --------------------------- | --------------------------- | ---------------------------- | --------------------------- |
|                             | Coureur                     | Pays                        | Équipe                       | Point(s)                    |
| 1er                         | Frédéric Moncassin          | France                      | Gan                          | 35                          |
| 2e                          | Jeroen Blijlevens           | Pays-Bas                    | TVM-Farm Frites              | 30                          |
| 3e                          | Jan Svorada                 | Tchéquie                    | Panaria-Vinavil              | 26                          |
| 4e                          | Nicola Minali               | Italie                      | Gewiss-Playbus               | 24                          |
| 5e                          | Erik Zabel                  | Allemagne                   | Deutsche Telekom             | 22                          |
| 6e                          | Fabio Baldato               | Italie                      | MG Boys Maglificio-Technogym | 20                          |
| 7e                          | Arvis Piziks                | Lettonie                    | Rabobank                     | 19                          |
| 8e                          | Stefano Colage              | Italie                      | Refin-Mobilvetta             | 18                          |
| 9e                          | Christophe Capelle          | France                      | Aubervilliers 93-Peugeot     | 17                          |
| 10e                         | Mario Traversoni            | Italie                      | Carrera Jeans                | 16                          |
| modifier                    |                             |                             |                              |                             |

## Classement de l'étape
| \| Classement de l'étape \| Classement de l'étape \| Classement de l'étape \| Classement de l'étape \| Classement de l'étape \| \| Coureur \| Coureur \| Pays \| Équipe \| Temps \| \| --------------------- \| --------------------- \| --------------------- \| ---------------------------- \| --------------------- \| \| 1er \| Frédéric Moncassin \| France \| Gan \| 5 h 00 min 01 s \| \| 2e \| Jeroen Blijlevens \| Pays-Bas \| TVM-Farm Frites \| + 0 s \| \| 3e \| Ján Svorada \| Tchéquie \| Panaria-Vinavil \| + 0 s \| \| 4e \| Nicola Minali \| Italie \| Gewiss-Playbus \| + 0 s \| \| 5e \| Erik Zabel \| Allemagne \| Deutsche Telekom \| + 0 s \| \| 6e \| Fabio Baldato \| Italie \| MG Boys Maglificio-Technogym \| + 0 s \| \| 7e \| Arvis Piziks \| Lettonie \| Rabobank \| + 0 s \| \| 8e \| Stefano Colagè \| Italie \| Refin-Mobilvetta \| + 0 s \| \| 9e \| Christophe Capelle \| France \| Aubervilliers 93-Peugeot \| + 0 s \| \| 10e \| Mario Traversoni \| Italie \| Carrera Jeans \| + 0 s \| |                    |           |                              |                 |
| |                    |           |                              |                 |
| |                    |           |                              |                 |
| Classement de l'étape |                    |           |                              |                 |
| Coureur | Coureur            | Pays      | Équipe                       | Temps           |
| 1er | Frédéric Moncassin | France    | Gan                          | 5 h 00 min 01 s |
| 2e | Jeroen Blijlevens  | Pays-Bas  | TVM-Farm Frites              | + 0 s           |
| 3e | Ján Svorada        | Tchéquie  | Panaria-Vinavil              | + 0 s           |
| 4e | Nicola Minali      | Italie    | Gewiss-Playbus               | + 0 s           |
| 5e | Erik Zabel         | Allemagne | Deutsche Telekom             | + 0 s           |
| 6e | Fabio Baldato      | Italie    | MG Boys Maglificio-Technogym | + 0 s           |
| 7e | Arvis Piziks       | Lettonie  | Rabobank                     | + 0 s           |
| 8e | Stefano Colagè     | Italie    | Refin-Mobilvetta             | + 0 s           |
| 9e | Christophe Capelle | France    | Aubervilliers 93-Peugeot     | + 0 s           |
| 10e | Mario Traversoni   | Italie    | Carrera Jeans                | + 0 s           |

## Classement général
Au classement général, le Suisse Alex Zülle (ONCE) conserve donc son maillot jaune de leader. Il devance le Russe Evgueni Berzin (Gewiss-Playbus) et l'Espagnol Abraham Olano (Mapei-GB). Frédéric Moncassin (Gan) profite de sa victoire d'étape et des vingt secondes de bonifications pour revenir à la quatrième place du classement.
| \| Classement général \| Classement général \| Classement général \| Classement général \| Classement général \| \| Coureur \| Coureur \| Pays \| Équipe \| Temps \| \| ------------------ \| ------------------ \| ------------------ \| ------------------ \| ------------------ \| \| 1er \| Alex Zülle \| Suisse \| ONCE \| 5 h 10 min 54 s \| \| 2e \| Evgueni Berzin \| Russie \| Gewiss-Playbus \| + 3 s \| \| 3e \| Abraham Olano \| Espagne \| Mapei-GB \| + 7 s \| \| 4e \| Frédéric Moncassin \| France \| Gan \| + 9 s \| \| 5e \| Bjarne Riis \| Danemark \| Deutsche Telekom \| + 11 s \| \| 6e \| Miguel Indurain \| Espagne \| Banesto \| + 12 s \| \| 7e \| Laurent Jalabert \| France \| ONCE \| + 15 s \| \| 8e \| Chris Boardman \| Royaume-Uni \| Gan \| + 17 s \| \| 9e \| Tony Rominger \| Suisse \| Mapei-GB \| + 19 s \| \| 10e \| Melchor Mauri \| Espagne \| ONCE \| + 21 s \| |                    |             |                  |                 |
| |                    |             |                  |                 |
| |                    |             |                  |                 |
| Classement général |                    |             |                  |                 |
| Coureur | Coureur            | Pays        | Équipe           | Temps           |
| 1er | Alex Zülle         | Suisse      | ONCE             | 5 h 10 min 54 s |
| 2e | Evgueni Berzin     | Russie      | Gewiss-Playbus   | + 3 s           |
| 3e | Abraham Olano      | Espagne     | Mapei-GB         | + 7 s           |
| 4e | Frédéric Moncassin | France      | Gan              | + 9 s           |
| 5e | Bjarne Riis        | Danemark    | Deutsche Telekom | + 11 s          |
| 6e | Miguel Indurain    | Espagne     | Banesto          | + 12 s          |
| 7e | Laurent Jalabert   | France      | ONCE             | + 15 s          |
| 8e | Chris Boardman     | Royaume-Uni | Gan              | + 17 s          |
| 9e | Tony Rominger      | Suisse      | Mapei-GB         | + 19 s          |
| 10e | Melchor Mauri      | Espagne     | ONCE             | + 21 s          |

## Classements annexes
| Classement par points | Classement par points | Classement par points | Classement par points | Classement par points |
| Coureur               | Coureur               | Pays                  | Équipe                | Points                |
| --------------------- | --------------------- | --------------------- | --------------------- | --------------------- |
| 1er                   | Ján Svorada           | Tchéquie              | Panaria-Vinavil       | 38 pts                |
| 2e                    | Frédéric Moncassin    | France                | Gan                   | 35 pts                |
| 3e                    | Jeroen Blijlevens     | Pays-Bas              | TVM-Farm Frites       | 30 pts                |
| 4e                    | Mario Traversoni      | Italie                | Carrera Jeans         | 28 pts                |
| 5e                    | Nicola Minali         | Italie                | Gewiss-Playbus        | 24 pts                |

| Classement par points | Classement par points | Classement par points | Classement par points | Classement par points |
| Coureur               | Coureur               | Pays                  | Équipe                | Points                |
| --------------------- | --------------------- | --------------------- | --------------------- | --------------------- |
| 1er                   | Ján Svorada           | Tchéquie              | Panaria-Vinavil       | 38 pts                |
| 2e                    | Frédéric Moncassin    | France                | Gan                   | 35 pts                |
| 3e                    | Jeroen Blijlevens     | Pays-Bas              | TVM-Farm Frites       | 30 pts                |
| 4e                    | Mario Traversoni      | Italie                | Carrera Jeans         | 28 pts                |
| 5e                    | Nicola Minali         | Italie                | Gewiss-Playbus        | 24 pts                |

| Classement du meilleur jeune | Classement du meilleur jeune | Classement du meilleur jeune | Classement du meilleur jeune | Classement du meilleur jeune |
| Coureur                      | Coureur                      | Pays                         | Équipe                       | Temps                        |
| ---------------------------- | ---------------------------- | ---------------------------- | ---------------------------- | ---------------------------- |
| 1er                          | Paolo Savoldelli             | Italie                       | Roslotto-ZG Mobili           | 5 h 11 min 23 s              |
| 2e                           | Jan Ullrich                  | Allemagne                    | Deutsche Telekom             | + 4 s                        |
| 3e                           | Stéphane Heulot              | France                       | Gan                          | + 7 s                        |
| 4e                           | Jeroen Blijlevens            | Pays-Bas                     | TVM-Farm Frites              | + 13 s                       |
| 5e                           | Nico Mattan                  | Belgique                     | Lotto-Isoglass               | + 14 s                       |

| Classement du meilleur jeune | Classement du meilleur jeune | Classement du meilleur jeune | Classement du meilleur jeune | Classement du meilleur jeune |
| Coureur                      | Coureur                      | Pays                         | Équipe                       | Temps                        |
| ---------------------------- | ---------------------------- | ---------------------------- | ---------------------------- | ---------------------------- |
| 1er                          | Paolo Savoldelli             | Italie                       | Roslotto-ZG Mobili           | 5 h 11 min 23 s              |
| 2e                           | Jan Ullrich                  | Allemagne                    | Deutsche Telekom             | + 4 s                        |
| 3e                           | Stéphane Heulot              | France                       | Gan                          | + 7 s                        |
| 4e                           | Jeroen Blijlevens            | Pays-Bas                     | TVM-Farm Frites              | + 13 s                       |
| 5e                           | Nico Mattan                  | Belgique                     | Lotto-Isoglass               | + 14 s                       |

| Classement par équipes | Classement par équipes | Classement par équipes | Classement par équipes |
| Équipe                 | Équipe                 | Pays                   | Temps                  |
| ---------------------- | ---------------------- | ---------------------- | ---------------------- |
| 1re                    | ONCE                   | Espagne                | 15 h 33 min 18 s       |
| 2e                     | Mapei-GB               | Italie                 | + 31 s                 |
| 3e                     | Gan                    | France                 | + 35 s                 |
| 4e                     | Gewiss-Playbus         | Italie                 | + 39 s                 |
| 5e                     | Rabobank               | Pays-Bas               | + 47 s                 |

| Classement par équipes | Classement par équipes | Classement par équipes | Classement par équipes |
| Équipe                 | Équipe                 | Pays                   | Temps                  |
| ---------------------- | ---------------------- | ---------------------- | ---------------------- |
| 1re                    | ONCE                   | Espagne                | 15 h 33 min 18 s       |
| 2e                     | Mapei-GB               | Italie                 | + 31 s                 |
| 3e                     | Gan                    | France                 | + 35 s                 |
| 4e                     | Gewiss-Playbus         | Italie                 | + 39 s                 |
| 5e                     | Rabobank               | Pays-Bas               | + 47 s                 |